# Повиле
45°07′ пн. ш. 14°49′ сх. д. / 45.11° пн. ш. 14.82° сх. д.
Повиле (хорв. Povile) — населений пункт у Хорватії, у Приморсько-Горанській жупанії у складі міста Новий Винодольський.

## Населення
Населення за даними перепису 2011 року становило 231 осіб.
Динаміка чисельності населення поселення:

## Клімат
Середня річна температура становить 13,50 °C, середня максимальна – 26,53 °C, а середня мінімальна – 1,20 °C. Середня річна кількість опадів – 1200 мм.
| Клімат поселення                              | Клімат поселення | Клімат поселення | Клімат поселення | Клімат поселення | Клімат поселення | Клімат поселення | Клімат поселення | Клімат поселення | Клімат поселення | Клімат поселення | Клімат поселення | Клімат поселення | Клімат поселення |
| Показник                                      | Січ.             | Лют.             | Бер.             | Квіт.            | Трав.            | Черв.            | Лип.             | Серп.            | Вер.             | Жовт.            | Лист.            | Груд.            |                  |
| Середній максимум, °C                         | 9,33             | 9,73             | 11,80            | 15,60            | 20,60            | 25,00            | 26,53            | 25,73            | 21,53            | 17,13            | 12,80            | 9,80             |                  |
| Середня температура, °C                       | 5,27             | 5,70             | 7,73             | 11,53            | 16,53            | 20,93            | 23,33            | 22,50            | 18,30            | 13,93            | 9,60             | 6,60             |                  |
| Середній мінімум, °C                          | 1,20             | 1,63             | 3,63             | 7,47             | 12,47            | 16,87            | 20,13            | 19,30            | 15,10            | 10,73            | 6,40             | 3,37             |                  |
| Норма опадів, мм                              | 88               | 75               | 78               | 84               | 89               | 95               | 56               | 75               | 143              | 154              | 149              | 114              |                  |
| Середньомісячна швидкість вітру, м/с          | 2.97             | 3.07             | 3.13             | 2.93             | 2.63             | 2.50             | 2.50             | 2.50             | 2.63             | 2.87             | 3.23             | 3.17             |                  |
| Середньомісячна сонячна радіація, кДж/м²·день | 4430             | 7181             | 10576            | 15094            | 19301            | 21011            | 22464            | 19393            | 14169            | 9132             | 4824             | 3752             |                  |
| --------------------------------------------- | ---------------- | ---------------- | ---------------- | ---------------- | ---------------- | ---------------- | ---------------- | ---------------- | ---------------- | ---------------- | ---------------- | ---------------- | ---------------- |
| Джерело:                                      |                  |                  |                  |                  |                  |                  |                  |                  |                  |                  |                  |                  |                  |